# Relativity Records
La Relativity Records, nota anche solo come Relativity, era un'etichetta discografica fondata a New York nel 1985.
Nella sua storia sono da ricordare le collaborazioni con gruppi come Death, Exodus, Megadeth, Circle Jerks, Joe Satriani, Scatterbrain, Scott Henderson, Sick of it All, Steve Vai, Stuart Hamm, Robyn Hitchcock, Three 6 Mafia e anche rapper come Mac Mall di Vallejo, California.
L'etichetta era collegata alla Combat, Ruthless, In-Effect e alla Sony Records.